# Henryk Zimny
Henryk Stanisław Zimny (ur. 24 stycznia 1928 w Suwałkach, zm. 19 lutego 2022) – polski profesor nauk przyrodniczych, biolog i specjalista w zakresie ekologii, nauczyciel akademicki

## Życiorys
Podczas II wojny światowej w latach 1942-1945 był żołnierzem "Szarych Szeregów". W 1951 ukończył studia na Uniwersytecie Marii Curie-Skłodowskiej w Lublinie z dyplomem magistra biologii. W 1962 został doktorem nauk przyrodniczych w macierzystej uczelni. W 1966 otrzymał stopień naukowy doktora habilitowanego nauk rolniczych na SGGW w Warszawie. W 1976 uzyskał tytuł profesora nadzwyczajnego nauk rolniczych, a w 1986 – tytuł profesora zwyczajnego nauk przyrodniczych. W latach 1956-2000 był nauczycielem akademickim w Szkole Głównej Gospodarstwa Wiejskiego w Warszawie na Wydziale Ogrodnictwa i Architektury Krajobrazu w Katedrze Ochrony Środowiska. Przez 3 kadencje (1970-1981) był prodziekanem Wydziału Ogrodniczego SGGW. Pełnił funkcję przewodniczącego Państwowej Rady Ochrony Środowiska (1981-1984).
Opublikował 320 prac naukowych, w tym 10 książek. Wypromował 9 doktorów.
W latach 2000-2015 był zatrudniony na stanowisku profesora zwyczajnego na Wydziale Ekologii i na Wydziale Architektury Wyższej Szkoły Ekologii i Zarządzania w Warszawie.
Był żonaty z Jadwigą Zimny (1928–2013), doktorem biologii, wykładowcą SGGW i nauczycielem Liceum im. Marii Konopnickiej w Warszawie, która 24 października 2013 zginęła w wypadku drogowym, potrącona przez samochód prowadzony przez dyplomatę z Kuwejtu. Małżonkowie byli bezdzietni.

## Wybrane publikacje
- Wybrane zagadnienia z ekologii. SGGW Warszawa 1997. ISBN 83-000-272-46
- Ekologia miasta. ARW Arkadiusz Grzegorczyk Warszawa 2005, 233 ss. ISBN 83-89961-30-X
- Ekologiczna ocena stanu środowiska. Bioindykacja i biomonitoring. ARW Arkadiusz Grzegorczyk Warszawa 2006, 264 ss. ISBN 83-899-618-22
- Ekologia wnętrz. Zdrowy dom, zdrowe mieszkanie, zdrowi ludzie. ARW Arkadiusz Grzegorczyk Warszawa 2010, 198 ss., ISBN 83-758-500-39

## Odznaczenia
- Krzyż Kawalerski Orderu Odrodzenia Polski[2]
- Krzyż Komandorski Orderu Odrodzenia Polski (1986)[1]
- Medal Komisji Edukacji Narodowej[2]
- Złoty Krzyż Zasługi[2]
- Medal 40-lecia Polski Ludowej[4]
- Odznaka Honorowa 'Za zasługi dla Warszawy'[4]